# 圣于连昂圣阿尔邦
圣于连昂圣阿尔邦（法語：Saint-Julien-en-Saint-Alban，法語發音：[sɛ̃ ʒyljɛ̃ ɑ̃ sɛ̃.t‿albɑ̃]）是法国阿尔代什省的一个市镇，位于该省东部，属于普里瓦区。

## 地理
圣于连昂圣阿尔邦（44°45'16"N, 4°41'51"E）面积10.39 平方千米，位于法国奥弗涅-罗讷-阿尔卑斯大区阿尔代什省，该省份为法国东南部内陆省份，北起顺时针与卢瓦尔省、伊泽尔省、德龙省、沃克吕兹省、加尔省、洛泽尔省和上盧瓦爾省接壤。
与圣于连昂圣阿尔邦接壤的市镇（或旧市镇、城区）包括：拜克斯、弗拉维亚克、龙蓬、圣谢尔热拉塞尔、圣桑福里安-苏绍梅拉克、圣樊尚德迪尔福。

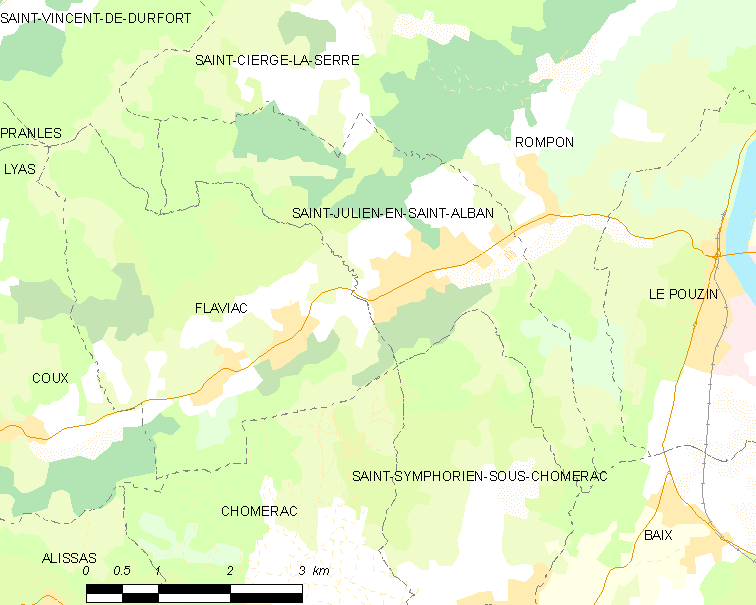
圣于连昂圣阿尔邦的OSM定位图

圣于连昂圣阿尔邦的时区为UTC+01:00、UTC+02:00（夏令时）。

## 行政
圣于连昂圣阿尔邦的邮政编码为07000，INSEE市镇编码为07255。

## 政治
圣于连昂圣阿尔邦所属的省级选区为勒普赞县。

## 人口

1962-2008年间圣于连昂圣阿尔邦人口变化图示

圣于连昂圣阿尔邦于2022年1月1日时的人口数量为1464人。